# Celtia blizhnii
Celtia blizhnii är en kräftdjursart som beskrevs av Brouwers 1993. Celtia blizhnii ingår i släktet Celtia och familjen Trachyleberididae. Inga underarter finns listade i Catalogue of Life.